# Janvier 1958
Cette page présente les faits marquants du mois de janvier 1958.

## Évènements
- Mise en service de l'usine UP1 d'extraction de plutonium à Marcoule.
- Présentation de la première collection d’Yves Saint Laurent, pour Dior, la ligne trapèze.

- 1er janvier : 
  - Entrée en vigueur des traités de Rome de 1957.
  - Thaïlande : un gouvernement de coalition est formé et placé sous la houlette du Premier ministre, le général de corps d’armée Thanom Kittikachorn (fin le 20 octobre).

- 3 janvier : création de la Fédération des Antilles britanniques (Barbade, Jamaïque, Trinité-et-Tobago, îles du Vent et Sous-le-Vent).

- 8 janvier : l’Allemand Walter Hallstein est nommé président de la Commission européenne.

- 11 janvier : 
  - Le pétrole du Sahara arrive jusqu'à Philippeville (Algérie).
  - Au Cambodge, Ek Yi Oun est nommé Premier ministre avant d'être remplacé le 17 par Penn Nouth.

- 16 janvier : Louis St. Laurent démissionne de sa fonction de chef du Parti libéral du Canada et annonce quitter la politique canadienne et remplace Lester Pearson.

- 19 janvier, (Formule 1) : Grand Prix automobile d'Argentine.

- 21 janvier (Venezuela) : la junte patriotique organise une immense manifestation à Caracas. Les syndicats et les organisations patronales se joignent au mouvement.

- 23 janvier, Venezuela : Les militaires refusent de réprimer les manifestations et le dictateur Pérez Jimenez doit quitter le pouvoir.

- 25 janvier : 
  - Après l’exclusion d’André Philip, représentant de l’opposition de gauche, Guy Mollet reprend en main l’appareil de la SFIO.
  - Première réunion des Conseils des ministres de la CEE et de l’Euratom à Bruxelles.

- 27 janvier (Venezuela) : après quelques jours de confusion et de débats au sujet de la nouvelle junte de gouvernement, les militaires s’engagent officiellement à faciliter la démocratisation. Les partis politiques (COPEI, URD) comme les forces conservatrices (compagnie pétrolière, États-Unis, militaires golpistas) craignent que l’AD ne devienne un parti hégémonique en raison de ses appuis populaires. Des négociations s’ouvrent entre août et septembre, aboutissant au pacte de Punto Fijo.

- 28 janvier : le gouvernement de Mao Zedong met en place la graphie simplifiée des caractères de l'écriture chinoise.

- 31 janvier : 
  - Vote de la loi-cadre sur l'Algérie.
  - Premier satellite artificiel américain, Explorer 1, mis sur orbite.

## Naissances
- 1er janvier : 

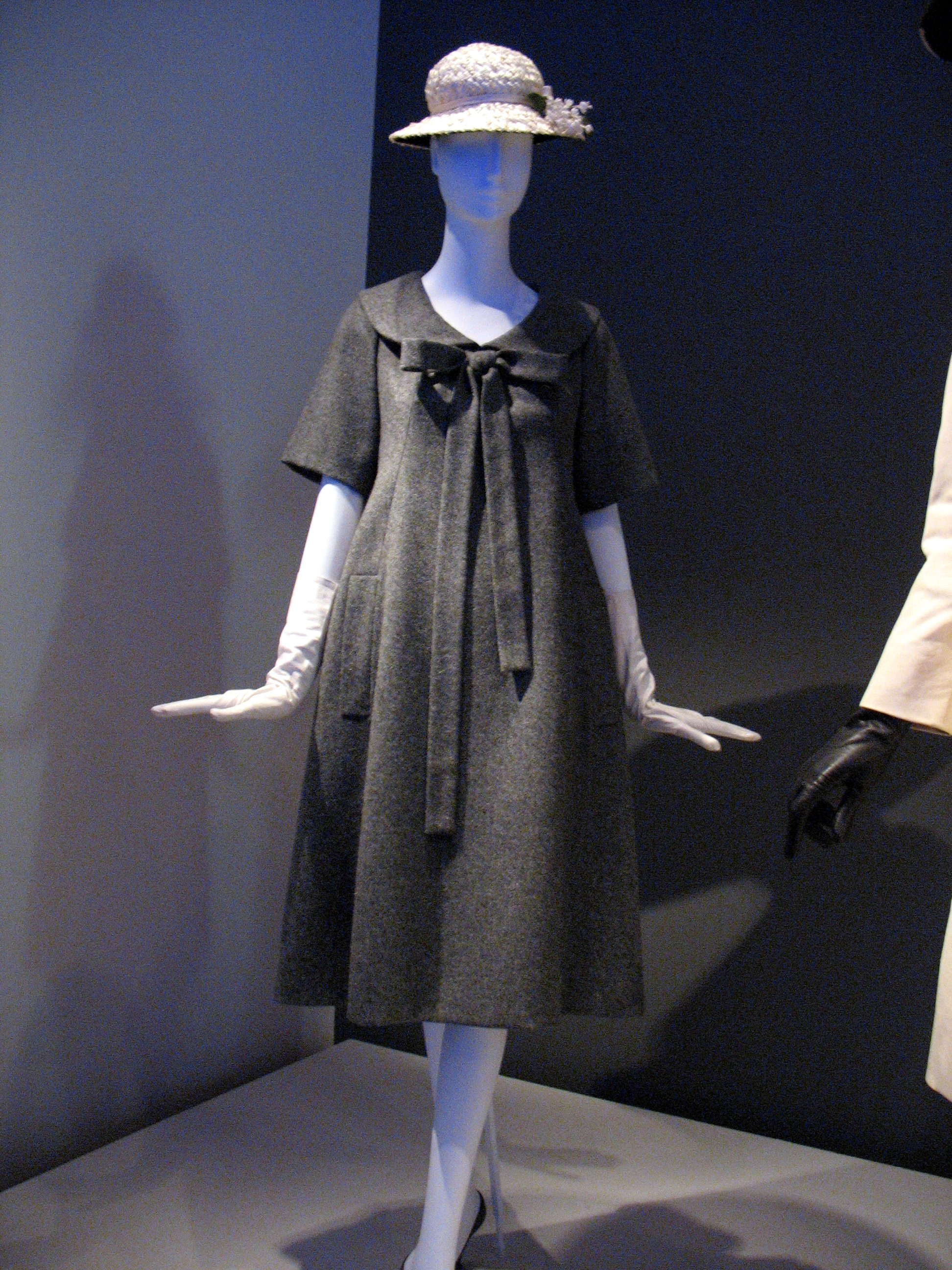
La première collection d’Yves Saint Laurent, pour Dior, la ligne trapèze (San Francisco De Young Museum)

  - Ramadan Shallah, personnalité politique palestinien († 6 juin 2020).
  - Saïd Bouteflika, homme politique algérien.
- 3 janvier : Smaïn, comédien et humoriste français.
- 4 janvier :
  - Gary Jones, acteur gallois.
  - Caroline Verdi, chanteuse française.
  - Alliott Verdon-Roe, fondateur  des firmes Avro et Saunders-Roe.
- 9 janvier : Mehmet Ali Ağca, auteur turc de l'attentat manqué contre le pape Jean-Paul II.
- 10 janvier :
  - Kimera, chanteuse Coréenne du Sud.
  - Eddie Cheever, pilote automobile américain.
- 14 janvier : Luc Michel, homme politique et activiste belge († 1er avril 2025).
- 17 janvier : Mohammad Shtayyeh, homme politique palestinien et premier ministre de l'autorité de Palestine de 2019 à 2024.
- 18 janvier : Jeffrey Williams, astronaute américain.
- 19 janvier : Thierry Tusseau, footballeur français.
- 20 janvier : Hiroaki Zakoji musicien japonais.
- 21 janvier: Mabel Chinomona, femme politique zimbabwéenne.
- 23 janvier : 
  - Christophe Dechavanne animateur et producteur d'émissions de télévision et de radio et aussi comédien français.
  - Laurent Boyer, animateur de radio et de télévision français.
- 26 janvier : 
  - Ellen DeGeneres, humoriste, écrivaine, animatrice de télévision et comédienne américaine.
  - Xavier Becerra, personnalité politique américaine, 25e secrétaire à la Santé et aux Services sociaux des États-Unis d'Amérique de 2021 à 2025.
  - Philippe Faucon, réalisateur français.
- 28 janvier : Alessandro Baricco, écrivain et musicologue italien.
- 31 janvier : Élisabeth Gentet-Ravasco auteur dramatique français.

## Décès
- 1er janvier : Edward Weston, photographe américain.
- 7 janvier : Margaret Anglin, comédienne.
- 16 janvier : Charles Bélec, homme politique fédéral provenant du Québec.
- 30 janvier :
  - Jean-Joseph Crotti, peintre suisse.
  - Ernst Heinkel, constructeur d'avions allemand.